# Убийство Евгения Коновальца
Уби́йство Евге́ния Конова́льца — политическое убийство, жертвой которого стал глава Провода украинских националистов и руководитель Украинской войсковой организации, видный деятель украинской эмиграции Евгений Михайлович (Евген) Коновалец.
Ликвидация лидера украинских националистов была организована сотрудниками НКВД СССР. Средство убийства — взрывное устройство, замаскированное под коробку шоколадных конфет, — изготовил сотрудник отдела оперативно-технических средств НКВД Александр Тимашков. Убийство Коновальца произошло 23 мая 1938 года в нидерландском Роттердаме, на улице Коолсингел, вблизи отеля «Атланта». Его исполнителем стал молодой сотрудник НКВД Павел Анатольевич Судоплатов, к тому времени на протяжении нескольких лет состоявший в доверительных отношениях с Коновальцем под видом участника подпольной украинской организации в УССР. Передав Коновальцу взрывное устройство во время встречи в ресторане, Судоплатов удалился, после чего приобрёл новую одежду в ближайшем магазине и скрылся из города. Через несколько минут после выхода из ресторана Коновалец погиб в результате взрыва, который также ранил двух случайных прохожих.
Убийство Коновальца произвело большой резонанс среди украинских националистов. Как и предполагалось в СССР, оно повлекло за собой усиление внутреннего противостояния среди членов ОУН, которое, в свою очередь, привело к расколу организации на ОУН(м) и ОУН(б). Тем не менее, прекратить существование националистической организации путём устранения Коновальца не удалось.

## Ретроспектива и предпосылки

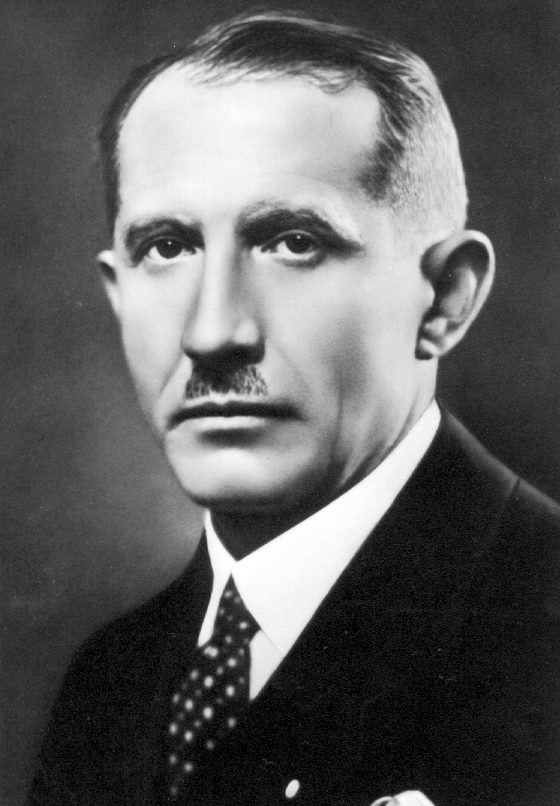
Евгений Коновалец

2 февраля 1929 года на территории Западной Украины, на тот момент входившей в состав Польской республики, была создана Организация украинских националистов (ОУН) — легальное крыло Украинской войсковой организации (УВО), целью которой было провозглашено создание единого независимого украинского государства. Во главе организации встал бывший командир Украинских сечевых стрельцов, полковник Евген Коновалец. Пытаясь привлечь как можно больше союзников и усилить влияние националистических идей в украинской диаспоре разных стран, Коновалец ездил в Канаду, США, где его хлопотами были основаны американская «Организация государственного возрождения Украины» и канадское «Украинское национальное объединение». Организации, должные служить поддержкой ОУН, были также основаны в Гданьске, Вене, Брюсселе, Женеве, Париже, Праге.
Через 57 лет после убийства в своих мемуарах и интервью Судоплатов берёт на себя ответственность за его исполнение и утверждает, что его причиной было установление сотрудничества между ОУН и Нацистской Германией, создавшее угрозу координации совместных действий в будущем против СССР на Украине, стало основной причиной, сподвигшей советские власти на организацию убийства Коновальца. Он утверждает, что благодаря Коновальцу, который в годы Первой мировой войны сражался в рядах австро-венгерской армии, УВО ещё в 1923 году наладила связи с германской разведкой. После прихода к власти в Германии НСДАП во главе с Адольфом Гитлером эти связи укрепились ещё больше. В мемуарах говорится, что Коновалец неоднократно лично виделся с Гитлером, в том числе в 1931 году, ещё до вступления последнего на пост рейхсканцлера. Во время одной из встреч Гитлер предложил ему, чтобы несколько сторонников Коновальца прошли курс обучения в нацистской партийной школе в Лейпциге. В конце 1920-х — начале 1930-х годов члены ОУН, окончившие германскую разведшколу в Данциге, совершили несколько диверсионных и террористических актов на территории Польши. Особенную активность действия украинских националистов приобрели в 1934 году, когда в Варшаве был убит польский министр внутренних дел Бронислав Перацкий, а во Львове — сотрудник советского консульства Андрей Майлов. После убийства Майлова, председателем ОГПУ В. Р. Менжинским был издан приказ о разработке плана действий по нейтрализации террористических акций ОУН.
С целью подхода к Коновальцу и внедрения в украинскую националистическую организацию за границу под видом племянника соратника Коновальца, завербованного советскими спецслужбами Николая Лебедя, был отправлен молодой сотрудник НКВД Павел Судоплатов, взявший имя и фамилию «Павлусь Валюх». Вскоре по прибытии в Европу ему удалось встретиться с Коновальцем и установить с ним доверительные отношения. Представляясь членом подпольной украинской националистической организации, действовавшей на территории УССР, Судоплатов систематически встречался с главой Провода ОУН в разных европейских городах, и с каждым разом тема их разговора становилась всё серьёзнее. Судоплатов узнал о планах Коновальца по подготовке административных органов для ряда областей советской Украины, которые предполагалось «освободить» в ближайшее время с помощью немцев. Ему, кроме того, стало известно, что в распоряжении ОУН к тому времени уже находились две боеспособные бригады общей численностью не менее двух тысяч человек, и что финансирование деятельности украинских националистов исходило со стороны абвера — германской военной разведки.
Постепенно отношения между Судоплатовым и Коновальцем переросли в дружеские. «Мы с ним даже в баню ходили вместе в Вене, — рассказывал разведчик в своём интервью 1992 года. — Я был молод — мне шёл двадцать седьмой год, а ему было уже под пятьдесят. Он меня опекал, как молодого человека — будущую свою опору здесь, на Украине». Будучи в Париже, Коновалец пригласил Судоплатова на могилу Симона Петлюры, убитого в 1926 году Самуилом Шварцбурдом. Чтобы произвести впечатление на лидера ОУН, его спутник «вытащил из кармана носовой платок и завернул в него горсть земли с могилы» Петлюры. В ответ на удивление Коновальца Судоплатов сказал: «Эту землю с могилы Петлюры отвезу на Украину. Мы в его память посадим дерево и будем за ним ухаживать». Услышав это, Коновалец пришёл в восторг. Этот случай укрепил его дружеские чувства и доверие по отношению к Судоплатову.

## Планирование убийства

### Роль Сталина
По воспоминаниям Павла Судоплатова, предложение об убийстве Коновальца было выдвинуто самим Иосифом Сталиным. Вскоре после очередного возвращения в СССР Судоплатов в компании наркома внутренних дел Николая Ежова был приглашён в Кремль на аудиенцию к главе государства, который сразу спросил оперативного работника «об отношениях между политическими фигурами в украинском эмигрантском движении». В ответ Судоплатов сообщил, что реальную угрозу для СССР представляют не эмигранты-политики, а Украинская войсковая организация (УВО), во главе которой стоит Коновалец, поддерживаемый как немецкими, так и — отчасти — польскими властями. Эта встреча между будущим исполнителем убийства и Сталиным не принесла результатов — убедившись в том, что ни у Ежова, ни у Судоплатова нет дальнейшего плана действий, тот дал им возможность «представить свои предложения» через неделю.
Следующая встреча Судоплатова со Сталиным, на которой также присутствовали Ежов и Григорий Петровский, состоялась в указанный срок. На сей раз Сталин напрямую заговорил об убийстве. В своих воспоминаниях «Спецоперации. Лубянка и Кремль 1930—1950 годы» Судоплатов описывал их разговор следующим образом:
— А каковы вкусы, слабости и привязанности Коновальца? Постарайтесь их использовать.

— Коновалец очень любит шоколадные конфеты, — ответил я, добавив, что, куда бы мы с ним ни ездили, он везде первым делом покупал шикарную коробку конфет.

— Обдумайте это, — предложил Сталин.

### Выбор способа убийства
Разработкой различных вариантов ликвидации Коновальца занялись видные деятели НКВД Абрам Слуцкий и Сергей Шпигельглас. Предлагалось, в частности, застрелить лидера ОУН в упор, однако это почти не представлялось возможным, так как его всегда сопровождал помощник Ярослав Барановский по кличке «Пан инженер». Наиболее приемлемым вариантом казалось убийство путём передачи Коновальцу подарка с вмонтированным взрывным устройством, на котором и остановились его организаторы. Глава Провода украинских националистов любил шоколадные конфеты, поэтому часовой механизм решено было замаскировать под конфетную коробку, расписанную в традиционном украинском стиле. Позднее Судоплатов вспоминал, что эта идея не вызвала у него восторга, поскольку, во-первых, для того, чтобы запустить часовой механизм, ему следовало незаметно нажать на переключатель, а во-вторых, яркая коробка могла привлечь внимание Коновальца и даже насторожить его. Наконец, он мог передать эту коробку постоянно сопровождавшему его Барановскому.
Изготовление орудия убийства, замаскированного под коробку конфет, было поручено сотруднику отдела оперативно-технических средств Александру Тимашкову. В итоге ему удалось создать такое устройство, в котором часовой механизм не надо было приводить в действие специальным переключателем — взрыв автоматически происходил ровно через полчаса после перевода коробки из вертикального положения в горизонтальное. Таким образом, Судоплатову следовало держать коробку в первом положении в большом внутреннем кармане пиджака, а при передаче Коновальцу повернуть её горизонтально. За полчаса последующей работы часового механизма Судоплатов должен был успеть попрощаться с будущей жертвой, покинуть место встречи и приступить к уходу с места акции. В случае провала запланированной операции и угрозы захвата со стороны противника Судоплатов должен был, по выражению Шпигельгласа, «действовать, как настоящий мужчина» — иными словами, покончить жизнь самоубийством. Для этого ему предстояло воспользоваться пистолетом «Вальтер». «В руки противника, — говорил Судоплатов в одном из последних своих интервью, — я бы не попал ни при каких обстоятельствах. Я бы успел покончить с собой».
Накануне отбытия Судоплатова из СССР на судне «Шилка» Шпигельглас провёл с ним более восьми часов, обсуждая различные варианты его отхода. Он вручил ему сезонный железнодорожный билет, действительный на два месяца на всей территории Западной Европы, фальшивый чехословацкий паспорт и три тысячи долларов США, а также посоветовал обязательно изменить свою внешность после ухода со встречи, купив в ближайшем магазине плащ и шляпу.
Судоплатов вспоминал, что заранее детально изучил все возможные маршруты отхода в городах, где Коновалец мог назначить ему встречу. Судно «Шилка», на котором сотрудник НКВД отправлялся в Европу, выходило из Мурманска. Во время остановки в Норвегии Судоплатов позвонил Коновальцу, и тот неожиданно предложил ему встретиться либо в Киле, либо в Италии, где он на тот момент находился, — в этом случае Судоплатову предстояло прилететь к нему на присланном им немецком самолёте. Сославшись на нехватку времени и невозможность отлучения с борта судна более, чем на пять часов, тот уговорил Коновальца встретиться в Роттердаме, в ресторане отеля «Атланта», который находился всего в десяти минутах ходьбы от железнодорожного вокзала. Прежде чем сойти на берег в Роттердаме, Судоплатов предупредил капитана, что, если он не вернётся на борт к четырём часам дня, ему следует отплыть без него. Создатель взрывного устройства Тимашков, который сопровождал Судоплатова в поездке, за десять минут до его ухода зарядил механизм и остался на борту «Шилки».

## Убийство

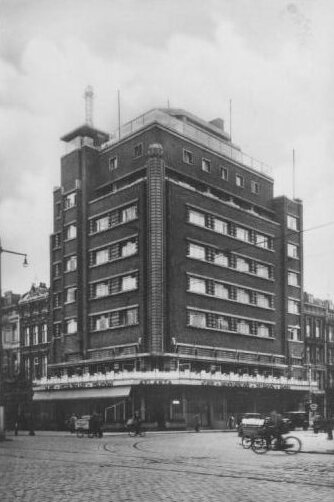
Отель «Атланта» (фото 1935 года)

Утром 23 мая 1938 года в Роттердаме прошёл дождь, но к полудню погода прояснилась. День, по словам Судоплатова, был «тёплым и солнечным». Официант в ресторане гостиницы «Атланта» хорошо запомнил посетителя, который впоследствии оказался Евгеном Коновальцем. Он был один. Коновалец сел за столиком у окна и, заказав стакан хереса, стал наблюдать за оживлённым уличным движением. В скором времени, приблизительно в 11:50, его увидел Судоплатов, прогуливавшийся по переулку возле ресторана «Атланта», который находился на первом этаже одноимённой гостиницы. О том, как проходила встреча между главой украинских националистов и Судоплатовым, последний оставил следующие воспоминания:
Я вошёл в ресторан, подсел к нему, и после непродолжительного разговора мы условились снова встретиться в центре Роттердама в 17:00. Я вручил ему подарок, коробку шоколадных конфет, и сказал, что мне сейчас надо возвращаться на судно. Уходя, я положил коробку на столик рядом с ним. Мы пожали друг другу руки, и я вышел, сдерживая своё инстинктивное желание тут же броситься бежать.
Впоследствии официант вспомнил примечательную деталь: когда он подошёл ко второму посетителю, тот, прежде чем заказать пиво, наклонился и стал поправлять шнуровки на своих ботинках. По-видимому, Судоплатов не хотел, чтобы официант запомнил его лицо. Тем не менее тому впоследствии удалось описать его внешность: «самоуверенная осанка, возраст около 30—35 лет, 1,70 — 1,80 метра ростом, педантично одетый и гладко выбритый человек». Помимо этих деталей, официант отметил сросшиеся тяжёлые брови, зачёсанные вверх тёмные волосы, тёмно-карий цвет глаз и странный акцент (Судоплатов объяснялся с Коновальцем на немецком языке).
Поспешно заплатив за пиво и покинув ресторан, Судоплатов свернул на боковую улочку, по обе стороны которой находились многочисленные магазины. В первом попавшемся из них, где продавалась мужская одежда, он приобрёл светлый плащ и шляпу. Вскоре, примерно в 12:15, из «Атланты», расплатившись, вышел и Коновалец. Свернув на улицу Колсингел, он, по-видимому, направился к своей гостинице и вскоре остановился напротив кинотеатра «Люмьер». В этот момент несколько прохожих увидели большой клуб дыма, стремительно поднявшийся на высоту нескольких метров над тротуаром, а через мгновение услышали короткий, громкий хлопок, напоминавший разрыв тяжёлого артиллерийского снаряда в воздухе. Сам Судоплатов, к тому моменту выходивший из магазина, охарактеризовал его как «звук, напоминавший хлопок лопнувшей шины». В подробностях описал происходящее очевидец гибели Коновальца, житель Роттердама Г. де Йонг:

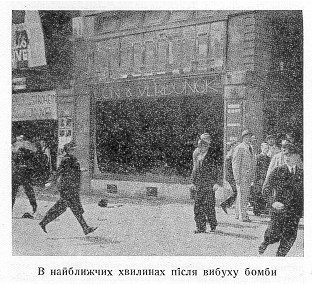
Улица Колсингел спустя несколько минут после взрыва

Направо и налево вижу летящие ноги и руки. Кровавая масса, его туловище с большим размахом летит за тротуар и падает метров за двадцать на улицу. Я чувствую шок от тяжёлой взрывной волны воздуха, но удерживаюсь на ногах. Господин, который идёт передо мной, падает, а его одежда горит (…) Длилось всё это несколько секунд. Сразу после взрыва раздаётся дикий грохот разбитого стекла. Со всех сторон летят на улицу стёкла. Я убегаю на проезжую часть дороги, чтобы уклониться от летящих осколков стекла…
После взрыва прохожих охватила паника. «Я вижу: толпы людей бегут по мостовой — в том направлении, где я расстался с полковником», — рассказывал Судоплатов, который понял, что взрывное устройство сработало, но всё ещё не знал, погиб Коновалец или остался жив. «Публика стояла, как вкопанная. Потом поднялась, со стороны кинотеатра, страшная паника, каждый прохожий хаотично убегал в разных направлениях», — писал корреспондент издания «Ньиве Роттердамсхе Курант». Через секунды, когда паника улеглась, люди бросились на помощь к пострадавшему прохожему, одежда которого загорелась в результате взрыва, и отнесли его в ближайшее кафе.
Вскоре на место взрыва прибыли полицейские, пожарные и карета скорой помощи городской медицинской службы. Двух раненых прохожих и останки убитого отвезли в ближайший госпиталь. Пожар был потушен. Полиция перекрыла тротуар в радиусе нескольких метров от места взрыва, отгородив его от публики. Также была перекрыта проезжая дорога в западной части улицы Колсингел. Остатки взрывного устройства и личные вещи погибшего были собраны в качестве вещественных доказательств. Среди последних полицейские обнаружили пропитанную кровью визитную карточку гостиницы «Централь», где проживал Коновалец, и его фальшивый чехословацкий паспорт на имя Йозефа Новака, директора торговой фирмы.

## Последующие события

### Привлечение полиции. Бегство Судоплатова

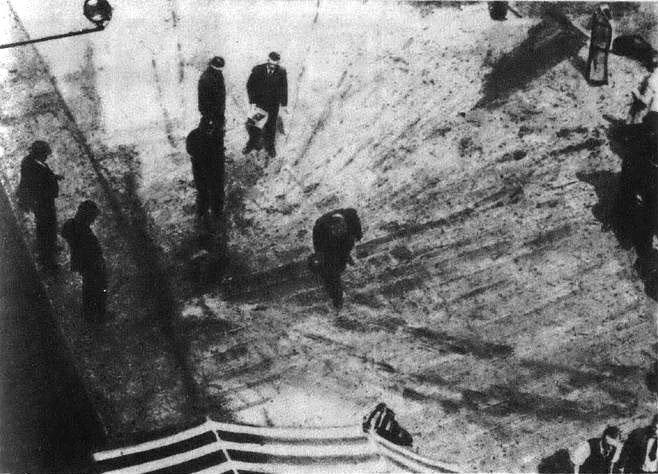
Осмотр полицейскими места гибели Коновальца. Вид сверху

Приблизительно через два часа после взрыва, в гостинице «Централь», где снимал комнату покойный, появился ещё один иностранец, который, не зная ничего о случившемся, спросил у портье о Новаке. Вскоре этот посетитель оказался в полицейском участке. К тому времени полицейские уже успели обыскать комнату «Йозефа Новака» в «Централе», где они нашли печатную машинку, небольшой чемодан с украиноязычной антибольшевистской литературой и — на прикроватном столике — небольшое распятие.
Выдававший себя за гражданина Чехословакии Владислава Бора, попавший в руки полицейских иностранец, был на самом деле Ярославом Барановским — помощником убитого лидера украинских националистов. Быстро установив тот факт, что паспорт этого человека является поддельным, полицейские тем не менее на протяжении целого дня не могли добиться от задержанного никаких сведений, и лишь вечером следующего дня, когда его доставили в госпиталь и продемонстрировали останки убитого «Новака», он воскликнул: «Это вождь Организации украинских националистов — полковник Евгений Коновалец!..» (по версии Судоплатова -«Мой фюрер!»). Этого оказалось достаточно, чтобы нидерландская полиция убедилась в полной невиновности данного человека и даже пошла на сотрудничество с ним. На следующий день после взрыва полицейские в сопровождении Барановского провели проверку экипажей всех советских судов, находившихся в роттердамском порту, пытаясь найти человека, запечатлённого на фотографии, которая была в их распоряжении. Это случайное фото, на котором были запечатлены Коновалец и Судоплатов, было сделано уличным фотографом в Берлине за несколько лет до событий мая 1938 года.
Барановскому было известно, что Коновалец в день своей гибели намеревался встретиться с курьером-радистом с советского судна, время от времени появлявшимся в Западной Европе, однако он не был уверен в том, что этим курьером являлся именно Судоплатов, — когда Коновалец шёл по улице за минуты до взрыва, рядом с ним никого не было.
Тем временем, добравшись до железнодорожного вокзала, Судоплатов сел на первый же поезд до Парижа, где утром в метро его должен был встретить человек. Чтобы не запомниться поездной бригаде, сотрудник НКВД решил сойти на остановке рядом с бельгийской границей, в часе езды от Роттердама. Здесь он пообедал в местном ресторане, но, по своим собственным словам, «был не в состоянии притронуться к еде из-за страшной головной боли». Успешно миновав границу, Судоплатов на такси приехал в Брюссель, где обнаружил, что ближайший поезд на Париж только что ушёл, и дождался следующего, который отходил относительно скоро. К вечеру он уже был в Париже. Не останавливаясь в отеле, чтобы не проходить регистрацию и не вызвать подозрений со стороны полицейских, Судоплатов провёл ночь, гуляя по центру французской столицы, сходил в кино, а рано утром, побрившись и помыв голову в парикмахерской, направился к условленной станции метро, где ему следовало быть в десять часов утра. На платформе он сразу увидел сотрудника советской разведки Ивана Агаянца. Тот уже уходил, но, заметив Судоплатова, вернулся и жестом повлёк за собой. Добравшись на такси до Булонского леса, они позавтракали, и Судоплатов передал Агаянцу свой «Вальтер» и маленькую записку, содержание которой нужно было шифром отправить в Москву. Записка содержала следующий текст:
«Подарок вручен. Посылка сейчас в Париже, а шина автомобиля, на котором я путешествовал, лопнула, пока я ходил по магазинам»

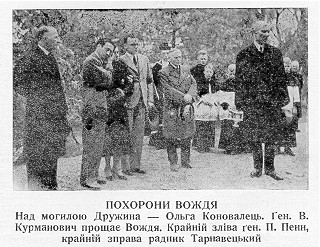
Похороны Евгена Коновальца. Кладбище «Кросвейк», Роттердам

После встречи с Агаянцем Судоплатов, успешно покинув Париж, по подложным польским документам отправился машиной и поездом в Барселону.

### Похороны Коновальца
Евгений Коновалец был похоронен 28 мая 1938 года на роттердамском кладбище «Кросвейк». В прощальной церемонии приняли участие некоторые украинские националисты, в том числе видный деятель украинской эмиграции, бывший генерал УГА Виктор Курманович, сотрудники пресс-службы ОУН Орест Чемеринский и Владимир Стахив, советник О. Тарновец. На похоронах присутствовали вдова Коновальца, Ольга Федак, и консул Литвы, паспорт гражданина которой имел погибший. На следующий день после похорон в Роттердам прибыли брат покойного, Михаил, и сестра жены Коновальца, А. Федак, со своим мужем Андреем Мельником, который вскоре стал преемником погибшего главы ОУН, заняв его место.

## Реакция
Когда в Европе стало известно о гибели лидера украинских националистов, европейские газеты стали писать о трёх возможных организаторах убийства. Помимо советских спецслужб, в качестве таковых рассматривались соперничающая группировка украинцев, выступавшая за смену лидера ОУН и возглавляемая Степаном Бандерой, и поляки — в отместку за гибель главы польского МВД Бронислава Перацкого, убитого в 1934 году боевиком ОУН Григорием Мацейко. В течение нескольких недель после убийства, по словам Степана Ленкавского, многие украинские эмигранты действительно считали, что в гибели Коновальца виновна Польша, пока назначенное в Роттердаме следствие окончательно не убедилось в том, что человек, передавший Коновальцу коробку конфет, представлялся членом украинской националистической организации, действовавшей на территории УССР.
Провод Украинских Националистов отреагировал на убийство лидера особым воззванием, в котором погибший Коновалец назывался не иначе, как «Вождём». ПУН призвал всех украинцев «быть готовыми» к «новым боям». «Пусть бой ваш будет победой, а победа местью!» — такими словами завершалось это воззвание.
СССР, несмотря на недавние обвинения в адрес Коновальца в сотрудничестве с властями Германии, сразу «предположил», что глава Провода ОУН пал от руки немецкого агента, несмотря на то, что это противоречило прежним доводам советских властей. О том, что убийство Коновальца было организовано немцами, в СССР продолжали говорить и после смерти Сталина. «Гитлер и лидеры гестапо решили, что главарь ОУН Коновалец знает слишком много секретов германского правительства, — рассуждали авторы книги „Под чужими знамёнами“ (1956), посвящённой украинскому национализму, — и что он имеет слишком много международных контактов, в связи с чем в будущем может представиться трудным удержать его при себе».

## Оценки
Убийство Павлом Судоплатовым Евгения Коновальца многими ветеранами советских спецслужб расценивается как идеально проведённая операция. Так, бывший заместитель командира группы спецназа «Вымпел», полковник в отставке Евгений Савинцев назвал устранение Коновальца «классикой», а бывший вице-президент Академии проблем безопасности, обороны и правопорядка России, также отставной полковник Станислав Лекарев охарактеризовал передачу главе ОУН конфет как «артистичную и интеллигентную, не вызвавшую подозрений». «Он [Судоплатов] был рождён для таких операций», — подметил Лекарев.
По мнению украинских националистов и их сторонников, цели убийства Коновальца — подрыва деятельности ОУН путём физического устранения её лидера — советские органы госбезопасности так и не достигли. «Даже уничтожив Председателя ПУН, Советы не сумели уничтожить самой Организации, и это они почувствовали во время Второй мировой войны, когда националисты развернули свою деятельность как политическую, так и военную», — писал Дмитрий Андриевский в статье «Вокруг Роттердама». Той же точки зрения придерживался Николай Лебедь, в своей книге «УПА» отмечавший, что убийство Коновальца лишь побудило украинское подполье к дальнейшим действиям, а также Степан Бандера. 25 мая 1958 года, выступая на могиле Коновальца в Роттердаме, он отметил, что «уничтожить Организацию Украинских Националистов, остановить её борьбу не удалось большевикам даже убийством её Вождя», что «освободительная борьба продолжается».